# 松本清 (建築家)
松本 清（まつもと きよし）は、日本の建築家。日本大学理工学部と生産工学部非常勤講師を歴任。
1965年、日本大学理工学部建築学科卒業。1971年に壇総合設計を設立。1980年から同事務所名を松本清建築設計事務所に変更する。
1987年には神戸市建築文化賞、1988年兵庫県みどりの建築賞を受賞した。